# Franz Fröhlich

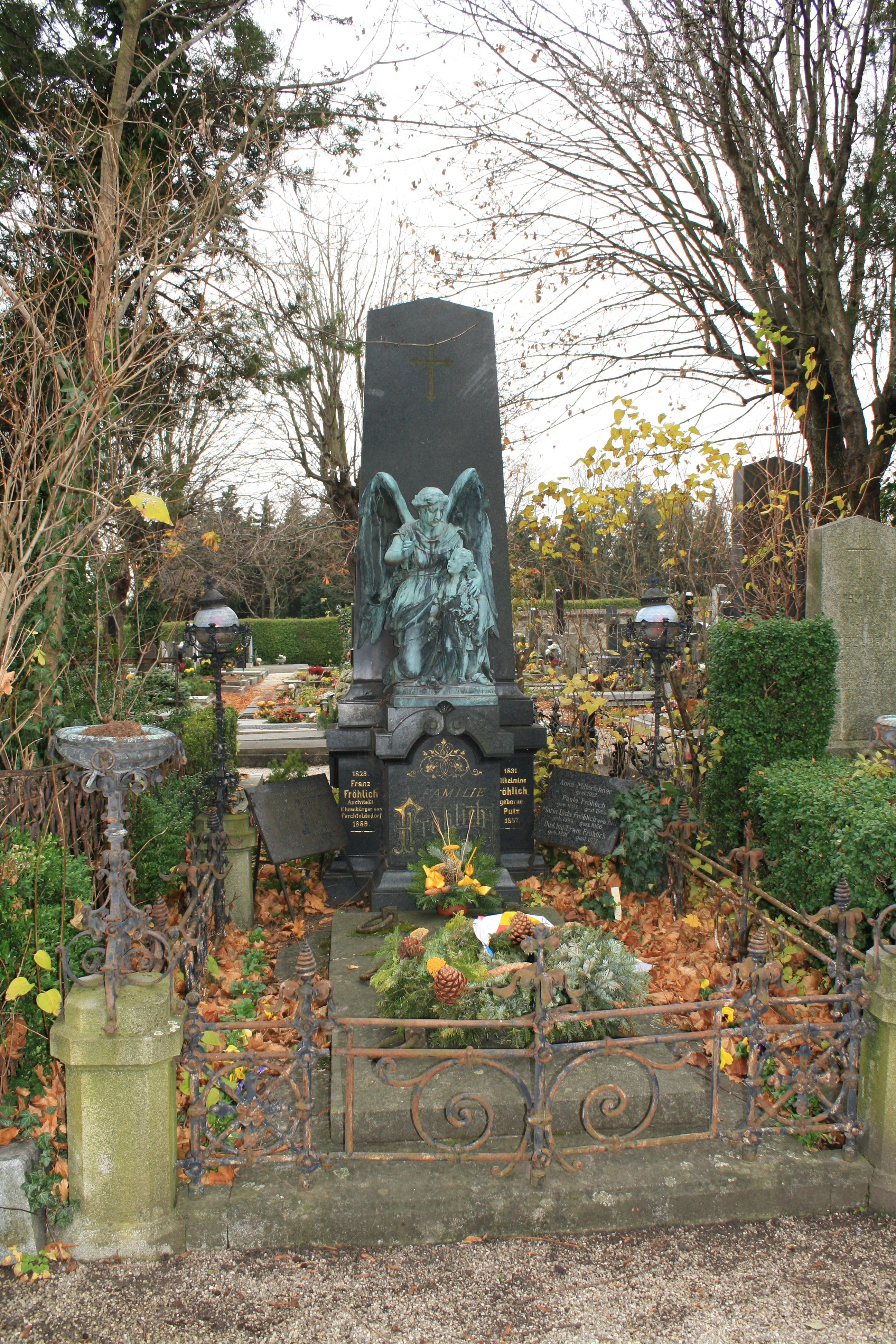
Fröhlichův hrob na hřbitově v Perchtoldsdorfu

Franz Xaver Fröhlich (30. listopadu 1823 Vídeň – 15. dubna 1889 Vídeň) byl rakouský architekt.

## Dílo
- 1853–1855 – Městský dvůr – činžovní dům postavený na Šilingrově náměstí v Brně
- 1858 – Creditanstalt für Handel und Gewerbe – rakouská banka v části Am Hof vídeňského Vnitřního města
- 1861 – nájemní domy 7 – 15 na Opernringu (část okružní třídy Ringstraße) ve Vídni (postaveno pro rytíře Antona Ölzelta)
- 1864 – Rohanský palác na Praterstraße ve vídeňském Leopoldstadtu
- 1870 – Ölzeltský palác na Schottengasse ve vídeňském Vnitřním městě
- 1870–1871 – obytný dům na Bellariastraße ve vídeňském Vnitřním městě
- 1872 – Hotel de France stojící na Schottenringu (část okružní třídy Ringstraße) ve Vídni
- 1876 – mauzoleum rodiny rytíře Antona Ölzelta na Mauerském hřbitově ve vídeňském Liesingu
- 1883–1884 – rekonstrukce obecního penzionu Zum goldenen Hirschen na Marktplatzu v Perchtoldsdorfu
- 1886 – Kinderbewahrungsanstalt, na Hochstraße v Perchtoldsdorfu

### Nerealizované stavby
- 1848 – Altlerchenfelderský kostel – neuspěl v soutěži[1]